# Всемирный день ребёнка

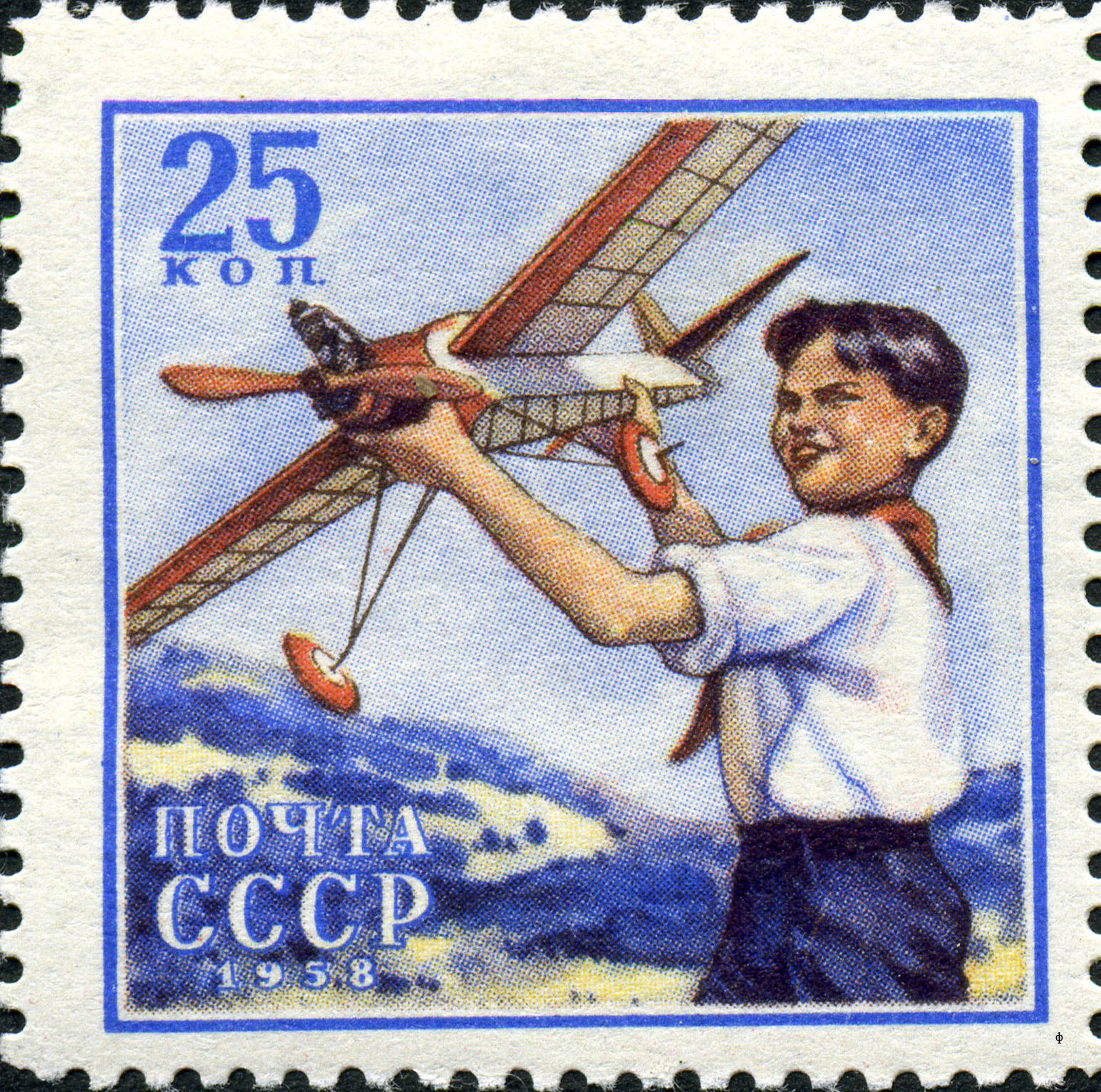

Всеми́рный день ребёнка (англ. Universal Children's Day, исп. Día Universal del Niño , фр. Journée mondiale de l'enfance) — праздник, который Генеральная Ассамблея ООН в 1954 году (резолюция № 836 (IX)) рекомендовала ввести всем странам, начиная с 1956 года. Праздник направлен на улучшение благополучия детей, укрепление работы, проводимой ООН в интересах детей всего мира.
Генеральная Ассамблея предложила отмечать этот праздник в той форме и в тот день, которые каждое государство признает для себя целесообразным.
Генеральная Ассамблея в своей резолюции предположила, что всеобщее празднование Всемирного дня ребёнка послужит укреплению солидарности и сотрудничества между нациями.
В своих официальных документах ООН говорит о праздновании Всемирного дня ребёнка 20 ноября. В этот день в 1959 году была принята «Декларация прав ребёнка», а в 1989 году — «Конвенция прав ребёнка».
Различные фирмы и организации проводят в День ребёнка благотворительные акции, шествия и флешмобы.

## В других странах
- В Парагвае День ребёнка проводится 16 августа. В этот день в 1869 году во время битвы при Акоста-Нью — одной из последних битв Парагвайской войны — от 3500 до 4000 детей возраста от 9 до 15 лет встали на защиту своей Родины против агрессии Бразилии и Аргентины. В этом бою все дети погибли.
- В Панаме — третье воскресенье июля[1].